# Аналіз тенденцій
Аналіз трендів — поширена практика збору інформації та спроб виявити закономірність. У деяких галузях дослідження цей термін має більш формально визначені значення.
Хоча аналіз тенденцій часто використовують для прогнозування майбутніх подій, його можна використовувати для оцінки невизначених подій у минулому, наприклад, скільки стародавніх королів, ймовірно, правили між двома датами, на основі таких даних, як середня кількість років правління інших відомих королів.

## Управління проектами
В управлінні проектами аналіз трендів — це математичний метод, який використовує історичні результати для прогнозування майбутніх результатів. Це досягається шляхом відстеження відхилень у вартості та виконання графіка. У цьому контексті це інструмент контролю якості управління проектами.

## Статистика
У статистиці під аналізом тенденцій часто розуміють методи вилучення основної моделі поведінки в часовому ряді, яка в іншому випадку була б частково або майже повністю прихована шумом. Якщо тенденцію можна вважати лінійною, аналіз тенденції можна провести в рамках формального регресійного аналізу, як описано в оцінці тенденції. Якщо тренди мають форму, відмінну від лінійної, тестування трендів можна проводити непараметричними методами, наприклад. Тест Манна-Кендалла, який є версією коефіцієнта рангової кореляції Кендалла. Згладжування також можна використовувати для тестування та візуалізації нелінійних трендів.

## Текст
Аналіз тенденцій також можна використовувати для визначення слововживання, як слова змінюють частоту вживання в часі (діахронічний аналіз), щоб знайти неологізми чи архаїзми. Це стосується діахронічної лінгвістики, галузі лінгвістики, яка досліджує, як мови змінюються з часом. Google надає інструмент Google Trends, щоб досліджувати, наскільки певні терміни популярні в Інтернет-пошуку. З іншого боку, існують інструменти, які забезпечують діахронічний аналіз окремих текстів, які порівнюють слововживання в кожному періоді конкретного тексту (на основі позначок часу), див. Діахронічний аналіз Sketch Engine (тенденції). 

## Інтернет-ресурси
- Trend Analysis in Polls, Topics, Opinions and Answers
- Megatrends and connected trends download files